# Хроматы (минералы)
Хроматы — класс минералов, являющихся сложными солями хромовой кислоты.
Встречающиеся в природе соли хромовой кислоты немногочисленны. Комплексный анион [CrO4]2− способен образовывать кристаллические решётки с крупным катионом Pb2+ . Очень редок хромат K1+. Хроматы образуются лишь в условиях среды с высокой концентрацией кислорода. Иногда они встречаются совместно с сульфатами, но изоморфные смеси или двойные соли с ними не образуют.

## Примеры
- Крокоит